# Dajç, Lezhë
Dajç, Lezhë là một xã trong quận Lezhë thuộc hạt Lezhë, Albania. Dân số năm 2005 là 5202 người.